# Martin Roemers
Martin Roemers (* 21. August 1962 in Oldehove, Niederlande) ist ein niederländischer Fotograf.

## Leben
Roemers studierte an der AKI (Akademie für Kunst und Industrie), Enschede in den Niederlanden. Er ist bekannt geworden durch seine Fotoberichte, Ausstellungen und die daraus entstandenen Fotobände. Er ist zweimaliger Preisträger bei den World Press Photo Awards.
Roemers lebt und arbeitet im niederländischen Delft.

## Preise und Auszeichnungen
- 2006: Zweiter Preis bei World Press Photo für seine Porträts Never-Ending War.
- 2011: Erster Preis bei World Press Photo für seine Arbeiten Metropolis.

## Ausstellungen
- 2002: Martin Roemers: The Eyes of War, Kunsthal Rotterdam, Rotterdam, Niederlande.
- 2007/2008: Trabant. Arbeit und Alltag, 1950–1992, mit Roger Melis und Walter Vogel, Willy-Brandt-Haus, Berlin. Katalog.
- 2009: Martin Roemers: Relics of the Cold War. Koninklijk Nederlands Legermuseum, Den Haag, Niederlande; danach im Fotomuseum Den Haag, Den Haag und 2009/2010 im Willy-Brandt-Haus, Berlin.
- 2015–2016: Metropolis. Huis Marseille. Museum voor Fotografie, Amsterdam, Niederlande. Katalog.
- 2016: Relikte das Kalten Krieges. Deutsches Historisches Museum, Berlin.[1]

## Veröffentlichungen
- mit David Lee: Trabant: Die letzten Tage der Produktion. Wasmuth, Berlin/Tübingen 2007, ISBN 978-3-8030-3324-6.
- mit Nadine Barth (Hrsg.): Martin Roemers: Relics of the Cold War. Hatje Cantz, Ostfildern 2009, ISBN 978-3-7757-2534-7.
- mit Nadine Barth (Hrsg.): The Eyes of War. mit einer Einführung von Cees Noteboom. Hatje Cantz, Ostfildern 2012, ISBN 978-3-7757-3400-4.
- Metropolis. Hatje Cantz, Ostfildern 2015, ISBN 978-3-7757-4006-7.